# Tombés pour Daho
Tombés pour Daho est une compilation de reprises par divers artistes de la scène française contemporaine en hommage à Étienne Daho, sortie le 25 février 2008. Le titre fait référence à Tombé pour la France.
Sur cette compilation, initiée par Franck Vergeade du magazine Magic, les artistes choisis sont des chanteurs faisant référence à une pop de culture anglo-saxonne, identité revendiquée par Daho. Certains de ces artistes ont collaboré avec Daho dans le passé (Daniel Darc, Elli Medeiros, Jacno, Arnold Turboust).

## Titres de l'album
1. Doriand - Tombé pour la France
2. Ginger Ale - Le Grand Sommeil
3. Sébastien Tellier - Des heures hindoues
4. Jacno - On s'fait la gueule
5. Olivier Libaux et JP Nataf - Épaule Tattoo
6. Benjamin Biolay et Elli Medeiros - Les Bords de Seine
7. Daniel Darc et Frédéric Lo - Promesses
8. Readymade FC - Soudain
9. Avril - Paris le Flore
10. Jean-François Coen - Bleu comme toi
11. Elli Medeiros - Jungle Pulse
12. Arnold Turboust - La Balade d'Edie S.
13. Coralie Clément - Vis-à-vis
14. Sébastien Schuller - Duel au soleil
15. Dominique Dalcan - La Baie